# Plattbladig igelknopp
Plattbladig igelknopp (Sparganium angustifolium) är en växtart i familjen kaveldunsväxter.

## Beskrivning
Plattbladig igelknopp är en vatten- eller sumpväxt och växer i näringsfattiga vatten med dybotten, som dammar, sjöar och långsamt rinnande vattendrag, som åar och diken. Landformen, eller sumpformen, som är den mindre vanliga formen och växer i sumpzonen, har upprätta stjälkar och övervattensblad, medan vattenformen, som är den vanligaste formen och växer på lite djupare bottnar, som djupast ned till omkring två meter, har nedliggande stjälkar och långa flytblad.
Blomställningen är ogrenad och består vanligen av två till fyra honhuvuden och upp till tre hanhuvuden. Hanhuvudena är som hos andra igelknoppar mindre än honhuvudena och sitter högre upp på stjälken än honhuvudena, som ger upphov till frukten. Frukten är ganska lik den vanliga igelknoppens, men fruktsprötet är hos den plattbladiga igelknoppen kortare än själva frukten (hos den vanliga igelknoppen är fruktsprötet längre än själva frukten).

## Utbredning
Plattbladig igelknopp förekommer spritt i tempererade områden på norra halvklotet (Euroasien och Nordamerika). 
I Sverige är den mindre vanlig och finns främst i de mellersta och norra delarna av landet. 